# Anna Kiełbasińska
Anna Kiełbasińska (Varsavia, 26 giugno 1990) è una velocista polacca.

## Palmarès
| Anno | Manifestazione           | Sede           | Evento        | Risultato  | Prestazione | Note                                     |
| ---- | ------------------------ | -------------- | ------------- | ---------- | ----------- | ---------------------------------------- |
| 2008 | Mondiali U20             | Bydgoszcz      | 200 m piani   | 7ª         | 23"95       |                                          |
| 2008 | Mondiali U20             | Bydgoszcz      | 4×100 m       | Batteria   | 44"73       |                                          |
| 2009 | Europei U20              | Novi Sad       | 200 m piani   | Bronzo     | 23"75       |                                          |
| 2009 | Europei U20              | Novi Sad       | 4×100 m       | Argento    | 45"12       |                                          |
| 2011 | Europei U23              | Ostrava        | 100 m piani   | Bronzo     | 11"77       |                                          |
| 2011 | Europei U23              | Ostrava        | 200 m piani   | Oro        | 23"23       |                                          |
| 2011 | Europei U23              | Ostrava        | 4×100 m       | 6ª         | 44"67       |                                          |
| 2011 | Mondiali                 | Taegu          | 200 m piani   | Batteria   | 23"34       |                                          |
| 2011 | Mondiali                 | Taegu          | 4×100 m       | Batteria   | dnf         |                                          |
| 2012 | Giochi olimpici          | Londra         | 200 m piani   | Batteria   | 23"67       |                                          |
| 2014 | Mondiali indoor          | Sopot          | 60 m piani    | Semifinale | 7"31        | Miglior prestazione personale            |
| 2014 | World Relays             | Nassau         | 4×100 m       | 14ª        | 44"59       |                                          |
| 2015 | World Relays             | Nassau         | 4×100 m       | Batteria   | dnf         |                                          |
| 2015 | Mondiali                 | Pechino        | 200 m piani   | Semifinale | 23"07       |                                          |
| 2015 | Mondiali                 | Pechino        | 4×100 m       | Batteria   | 43"20       | Miglior prestazione personale stagionale |
| 2015 | Giochi mondiali militari | Mungyeong      | 200 m piani   | Argento    | 23"33       |                                          |
| 2016 | Europei                  | Amsterdam      | 200 m piani   | Semifinale | 23"48       |                                          |
| 2016 | Europei                  | Amsterdam      | 4×100 m       | 7ª         | 43"24       |                                          |
| 2016 | Giochi olimpici          | Rio de Janeiro | 200 m piani   | Batteria   | 22"95       | Miglior prestazione personale stagionale |
| 2016 | Giochi olimpici          | Rio de Janeiro | 4×100 m       | Batteria   | 43"23       |                                          |
| 2017 | Mondiali                 | Londra         | 200 m piani   | Batteria   | 23"48       |                                          |
| 2018 | Mondiali indoor          | Birmingham     | 60 m piani    | Semifinale | 7"23        |                                          |
| 2018 | Europei                  | Berlino        | 200 m piani   | Semifinale | 23"29       |                                          |
| 2018 | Europei                  | Berlino        | 4×100 m       | 6ª         | 43"34       |                                          |
| 2019 | Europei indoor           | Glasgow        | 4×400 m       | Oro        | 3'28"77     |                                          |
| 2019 | World Relays             | Yokohama       | 4×400 m       | Oro        | 3'27"49     | Miglior prestazione personale stagionale |
| 2019 | Mondiali                 | Doha           | 400 m piani   | Batteria   | 52"25       |                                          |
| 2019 | Mondiali                 | Doha           | 4×400 m       | Argento    | 3'21"89     | [ 1 ]                                    |
| 2019 | Mondiali                 | Doha           | 4×400 m mista | 5ª         | 3'12"33     | Record nazionale                         |
| 2019 | Giochi mondiali militari | Wuhan          | 4×400 m       | Oro        | 3'27"84     |                                          |
| 2021 | Giochi olimpici          | Tokyo          | 4×400 m       | Argento    | 3'20"53     | [ 1 ]                                    |
| 2022 | Mondiali                 | Eugene         | 400 m piani   | 8ª         | 50"81       |                                          |
| 2022 | Europei                  | Monaco         | 400 m piani   | Bronzo     | 50"29       |                                          |
| 2022 | Europei                  | Monaco         | 4×100 m       | Argento    | 42"61       | Record nazionale                         |
| 2022 | Europei                  | Monaco         | 4×400 m       | Argento    | 3'21"68     | Miglior prestazione personale stagionale |
| 2023 | Europei indoor           | Istanbul       | 400 m piani   | Bronzo     | 51"25       | Miglior prestazione personale stagionale |
| 2023 | Europei indoor           | Istanbul       | 4×400 m       | Bronzo     | 3'29"31     | Miglior prestazione personale stagionale |
| 2023 | Giochi europei           | Chorzów        | 4x400 m mista | Argento    | 3'12"87     | [ 2 ]                                    |
| 2023 | Giochi europei           | Chorzów        | A squadre     | Argento    | 402,5 p.    | [ 2 ]                                    |

## Altre competizioni internazionali
2017
- Argento al DécaNation ( Angers), 100 m piani - 11"46
- Argento al DécaNation ( Angers), 200 m piani - 23"68

2019
- Campionati europei a squadre di atletica leggera ( Bydgoszcz)